# Unidos de Piratininga
Grêmio Recreativo Escola de Samba Unidos de Piratininga foi uma escola de samba de Niterói. Em 2008, foi a oitava colocada do grupo principal da cidade. Escola tradiconal, foi fundada em 1973.. 
No ano de 2010, obteve a última colocação entre as escolas de samba, sendo rebaixada para o recém criado grupo de acesso. Em 2011, novamente última colocada, foi rebaixada para o grupo dos blocos de enredo. 

## Segmentos

### Presidentes
| Nome       | Mandato | Ref.  |
| ---------- | ------- | ----- |
| Ivan Nunes | ? - ?   | [ 3 ] |

## Carnavais
| Ano  | Colocação | Grupo     | Enredo                                              | Ref                                                                         |       |
| ---- | --------- | --------- | --------------------------------------------------- | --------------------------------------------------------------------------- | ----- |
| 2009 | 3º Lugar  | Principal | Pare e pense: Respeite a sinalização!               | Almir Jhunior                                                               |       |
| 2010 | 13º lugar | ÚNICO     | Araribóia, o fundador de Niterói                    | Comissão de Carnaval Compositor: Celso Cabuçu. Intérprete: Maurício Devagar | [ 3 ] |
| 2011 | 10º lugar | Acesso    |                                                     |                                                                             | [ 4 ] |
| 2012 | 6º lugar  | 1-Bloco   | Do profano ao maior show da Terra                   |                                                                             | [ 4 ] |
| 2013 | 14º lugar | 1-Bloco   | Uma estrela anuncia, A Unidos de Piratininga é luz! |                                                                             |       |